# 民族聯盟 (拉脫維亞)
民族聯盟，正式名稱為民族聯盟「全為拉脫維亞！」－「為了祖國與自由/拉脫維亞民族獨立運動」 是拉脫維亞右派政黨。目前該黨在議會擁有12席，為第五大黨。該黨為保守主義、拉脫維亞民族主義、經濟自由主義聯盟。
最初為2010年拉脫維亞議會選舉成立的選舉聯盟，民族聯盟結合了為了祖國與自由/拉脫維亞民族獨立運動、全為拉脫維亞！兩黨。民族聯盟拿下8席
成為第四大黨。2011年7月，民族聯盟正式成為單一政黨。2011年拉脫維亞議會選舉，該黨席次增至14席，並與札特勒斯改革黨、團結黨組成中間偏右執政聯盟。

## 歷史
2010年，民族保守主義的為了祖國與自由/拉脫維亞民族獨立運動與極右派的全為拉脫維亞！在未能加入團結聯盟後組成選舉聯盟。 2010年拉脫維亞議會選舉，民族聯盟拿下8席。 做為即將卸任的政府成員，他們參與成立新執政聯盟的協商，但遭到未進入執政聯盟的團結聯盟成員其他政治社會黨（Society for Other Politics）否決。
2011年5月，該黨在2011年拉脫維亞總統選舉中支持瓦爾迪斯·札特勒斯再次角逐拉脫維亞總統。 2011年7月23日，選舉聯盟正式成為單一政黨。 2011年拉脫維亞議會選舉，民族聯盟贏得14席，成為第四大黨。選後，民族聯盟與團結黨、札特勒斯改革黨組成執政聯盟。

## 選舉結果
| 選舉 | 得票數   | 得票率 | 席次 | 名次 |
| ---- | -------- | ------ | ---- | ---- |
| 2010 | 74,028   | 7.7    | 8    | 4    |
| 2011 | ▲127,208 | ▲13.9  | ▲14  | 4    |
| 2014 | ▲151,567 | ▲16.72 | ▲17  | 4    |
| 2018 | ▼92,963  | ▼11.08 | ▼13  | 5    |

## 外部連結
- （拉脱维亚文） 民族聯盟官方網站